# Goździk okazały

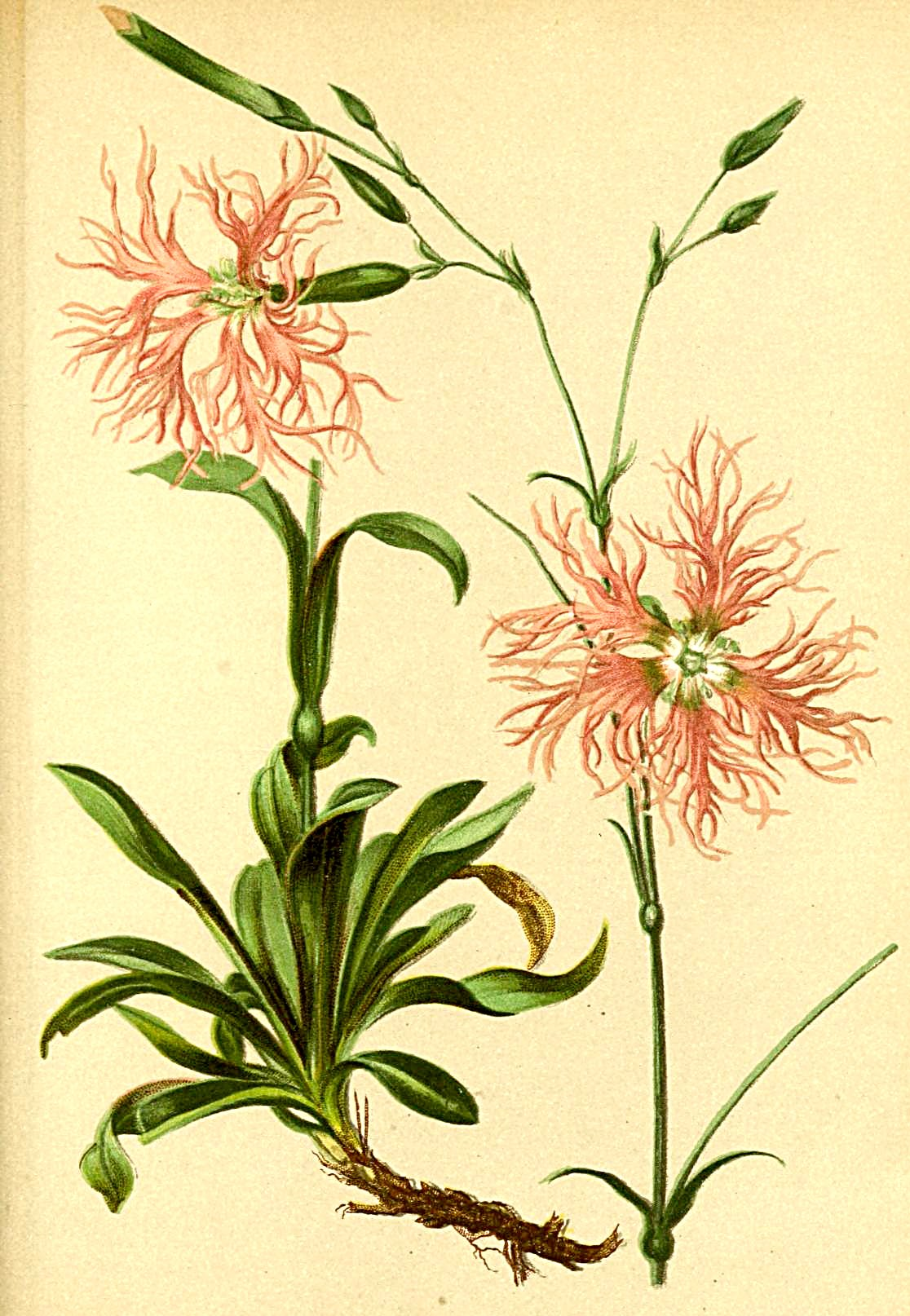
Morfologia

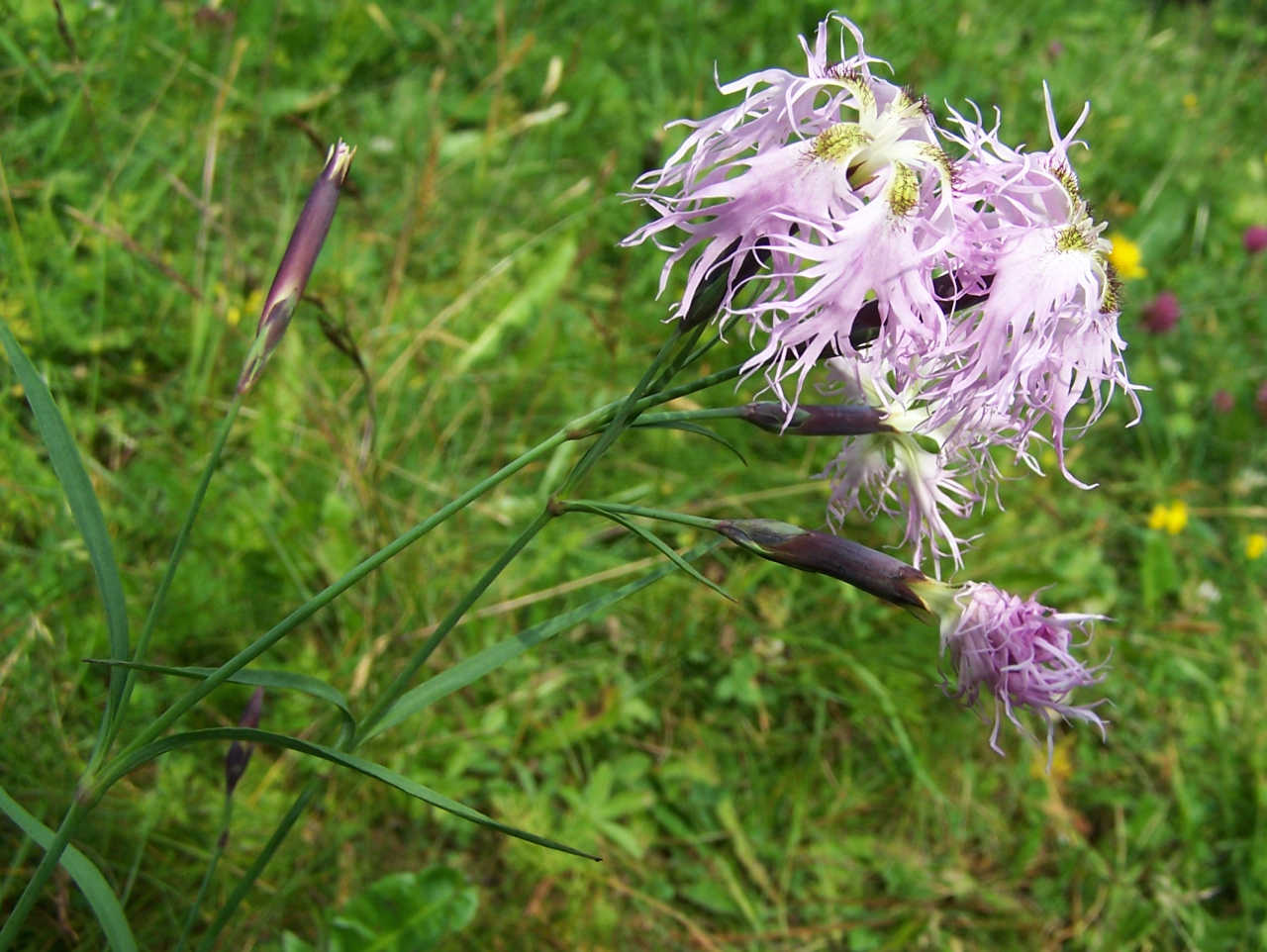

Goździk okazały (Dianthus superbus subsp. alpestris Kablík. ex Čelak.) – według The Plant List podgatunek goździka pysznego (Dianthus superbus. We florze Polski opisywany w randze gatunku jako Dianthus speciosus Rchb. Występuje w środkowej, południowo-wschodniej i południowo-zachodniej Europie oraz w Chinach. W Polsce występuje wyłącznie w górach – w Tatrach, na Gubałówce i na Babiej Górze. Roślina rzadka.

## Morfologia
ŁodygaWzniesiona, prosta, słabo rozgałęziająca się, o sinawej barwie. Ma wysokość 30–50 cm i pokryta jest woskiem. Oprócz pędów kwiatowych występują także pędy płonne.
LiścieUlistnienie naprzeciwległe. Liście pokryte woskiem, równowąskolancetowate, całobrzegie, ostro zakończone, bez przylistków, o szerokości 3–5 mm, jednonerwowe.
KwiatyW liczbie przeważnie kilku wyrastają na szczytach rozgałęzionej łodygi. Kielich sztywny, długości 24–33 mm i szerokości 4–6 mm, z ząbkami o długości 5-9 mm, o działkach zrośniętych w rurkę, zwykle brudnopurpurowy. Pokryty jest woskiem i otoczony kilkoma łuskami podkwiatowymi o długości 10–17 mm. 5 głęboko postrzępionych i często widlasto rozgałęzionych płatków korony o długości 25–35 mm i jajowatym środku. Mają różowy, liliowy lub biały kolor, z wyjątkiem dolnej części, która od wewnętrznej strony jest ciemnożółta i posiada charakterystyczne brązowofiołkowe włoski. Słupek z dwoma szyjkami.
OwocTorebka otwierająca się 4-ząbkami. Nasiona miseczkowate.

## Biologia i ekologia
RozwójBylina, hemikryptofit. Kwiaty wonne, kwitną od lipca do sierpnia.
SiedliskoPorasta szczeliny skalne wypełnione glebą, murawy wśród skał, wysokogórskie hale, piętro kosówki, ziołorośla. Rośnie zarówno na granicie, jak i wapieniu. Roślina wysokogórska. Najniższa wysokość na której go znaleziono to 825 m n.p.m. W Tatrach osiąga pionową granicę swojego zasięgu na Czerwonych Wierchach (Krzesanica 2050 m n.p.m.).
FitosocjologiaGatunek charakterystyczny dla klasy (Cl.) Calamagrostion Ass. Festucetum carpaticae.
GenetykaLiczba chromosomów 2n = 30.

## Zagrożenia i ochrona
Roślina objęta w Polsce ścisłą ochroną gatunkową. Umieszczona na Czerwonej liście roślin i grzybów Polski w grupie gatunków rzadkich (kategoria zagrożenia: R). Aktualnie nie jest zagrożony, gdyż większość jego stanowisk znajduje się na obszarze parków narodowych: Babiogórskiego i Tatrzańskiego.

## Zastosowanie
Uprawiany (rzadko) jako roślina ozdobna, zwykle na kwiat cięty, lub w ogrodach skalnych.